# Charles Canning, I conte Canning
Charles John Canning, I conte Canning (Brompton, 14 dicembre 1812 – Londra, 17 giugno 1862), è stato un politico e nobile britannico. Fu governatore generale e poi primo viceré d'India. Si guadagnò il soprannome di Clemency Canning ("Clemenza Canning") durante la ribellione indiana del 1857 che gestì durante il periodo in cui era governatore generale dello stato asiatico e fu il primo viceré d'India dopo il trasferimento dei poteri dalla Compagnia britannica delle Indie orientali alla Corona d'Inghilterra nel 1858, proprio dopo la soppressione della rivolta.
Anche durante i momenti più aspri della ribellione, si prodigò a favore del popolo aprendo le prime tre università moderne dell'India, quella di Calcutta, quella di Madras e quella di Bombay. Canning passò a legge il Hindu Widows' Remarriage Act, 1856, già abbozzato dal suo predecessore Lord Dalhousie prima della ribellione. Passò a legge anche il The General Service Enlistment Act Of 1856.
Dopo la rivolta presiedette al trasferimento ed alla riorganizzazione del governo dalla Compagnia britannica delle Indie orientali alla Corona inglese, rivedendo il codice penale indiano già abbozzato nel 1860 sulla base del codice di Macaulay e lo approvò definitivamente nel 1862. Canning fronteggiò i momenti della rivolta '"con fermeza, confidenza, magnanimità e calma" come ebbe a dire il suo biografo. Canning si dimostrò fermo nelle sue posizioni durante la rivolta ma si focalizzò in seguito sul tema della riconciliazione e della ricostruzione comune anziché sulla vendetta.

## Biografia

### I primi anni

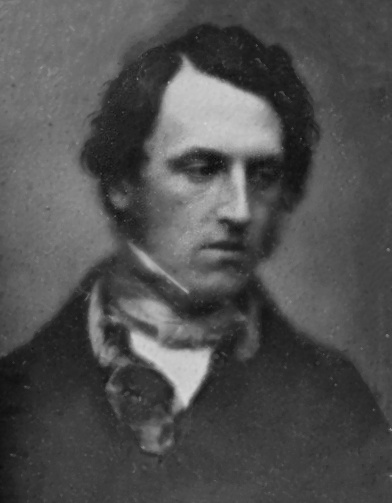
Canning in un dagherrotipo nel 1845 circa

Nato a Gloucester Lodge, Brompton, presso Londra, Canning era il figlio minore di George Canning e di Joan, figlia del maggiore generale John Scott. Venne educato al Christ Church di Oxford, dove ottenne il baccellierato delle arti nel 1833, specializzandosi poi in lettere classiche e poi in matematica.

### La carriera politica
Nel 1836 entrò in parlamento per la costituente di Warwick nelle file dei Conservatori. Ad ogni modo alla morte di sua madre nel 1837, gli succedette nella parìa della sua famiglia ed entrò pertanto nella Camera dei Lords. La sua prima nomina politica fu quella di sottosegretario agli affari esteri durante l'amministrazione presieduta da Sir Robert Peel nel 1841. Mantenne tale incarico sino al gennaio del 1846; ricoprendo poi sino a luglio di quello stesso anno l'incarico di First Commissioner of Woods and Forests.

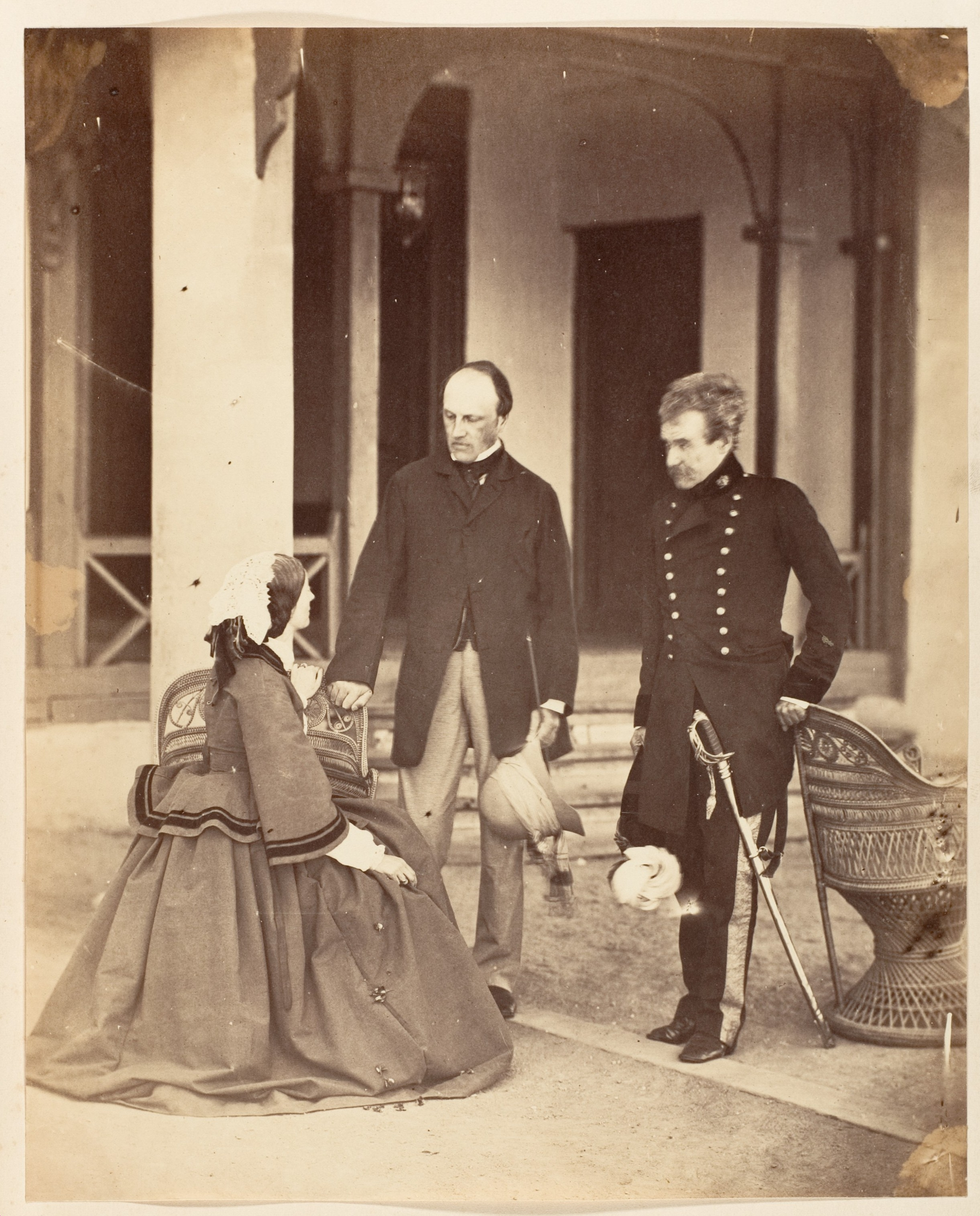
A Simla, con la moglie e Lord Clyde, comandante in capo, nel 1860

Prestò servizio nella Royal Commission on the British Museum (1847–1849). Declinò l'offerta che gli venne fatta dal conte di Derby per divenire Postmaster General, ma accettò la medesima carica nel ministero formato dal conte di Aberdeen nel gennaio del 1853. Con questo nuovo incarico, non solo mostrò una notevole capacità e una straordinaria propensione al lavoro, ma anche una certa abilità amministrativa che finì per migliorare il settore affidatogli. Mantenne tale incarico sotto il governo di Lord Palmerston sino al luglio del 1855, quando, come conseguenza della morte di Lord Dalhousie e la vacanza del governatorato generale d'India, venne prescelto da lord Palmerston a succedere a quella posizione. Il nuovo governatore salpò dall'Inghilterra nel dicembre del 1855 ed entrò in carica alla fine di febbraio del 1856 quando giunse in India.
L'anno successivo al suo arrivo, la popolazione indiana scoppiò in quella che divenne nota come rivolta indiana del 1857. Sebbene in molti temessero che l'Inghilterra avrebbe finito per perdere il controllo dei suoi territori nel subcontinente indiano, Canning mantenne un certo sangue freddo nella gestione della questione, trattando con tatto ma con fermezza le animosità del momento al punto da guadagnarsi il soprannome di "Clemency Canning" ("Clemenza Canning"). Egli si dimostrò comprensivo in particolare con i reggimenti dei sepoy che si erano ammutinati ed avevano ucciso i loro ufficiali dando inizio alla ribellione, come pure nei confronti dei soldati indiani che avevano disertato l'esercito britannico senza venire coinvolti nelle violenze. Per quanto in tempi successivi gli venne riconosciuta la grande umanità dimostrata nella gestione della crisi, le risoluzioni prese da Canning all'epoca del suo governatorato furono molto mal viste dall'opinione pubblica inglese, portando a delle rappresaglie locali.

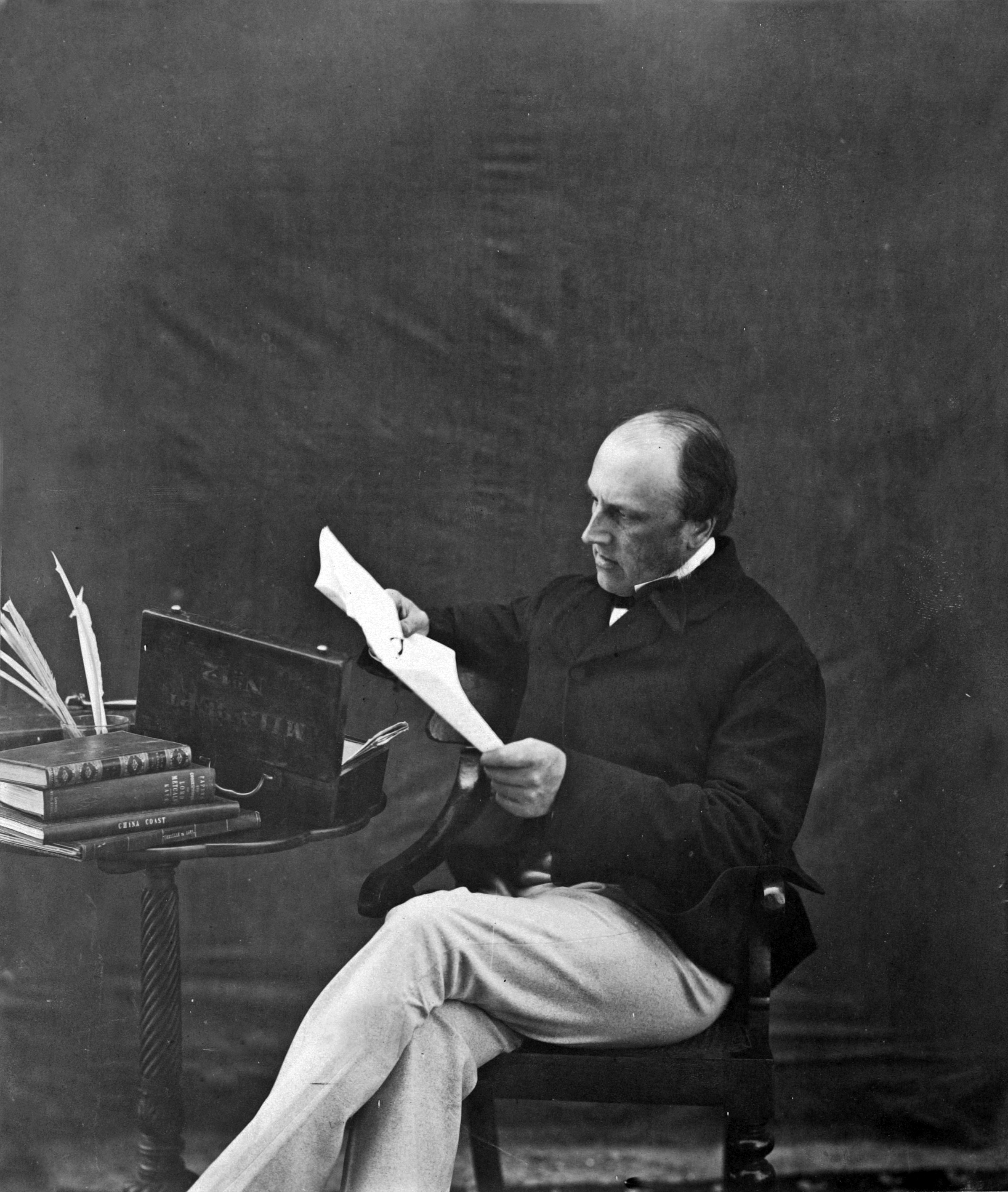
Canning in India nel 1860

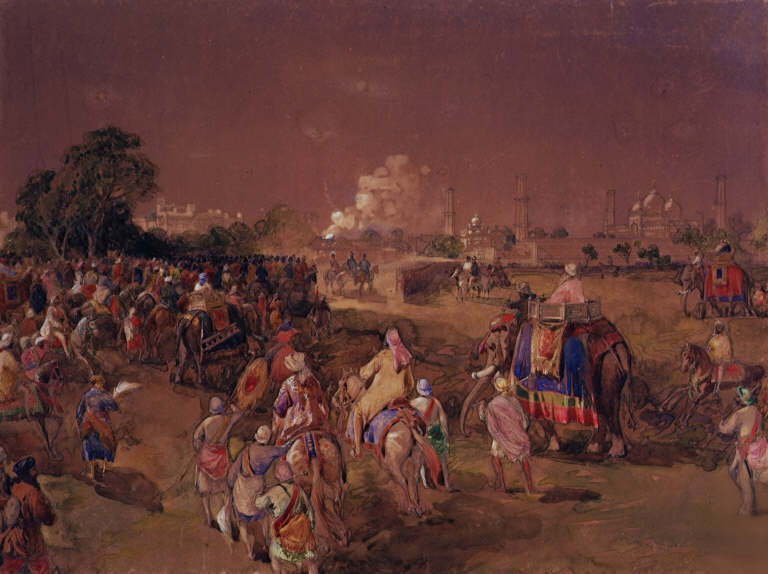
L'arrivo di lord Canning a Lahore

Ricevette anche un dispaccio segreto, con termini offensivi, da Lord Ellenborough, all'epoca membro dell'amministrazione del marchese di Derby, che richiese al governatore generale le sue immediate dimissioni. Malgrado ciò, Canning continuò a rimanere al suo posto e, anzi, nel 1858 venne ricompensato dalla regina Vittoria con la nomina a primo viceré nella storia dell'India.

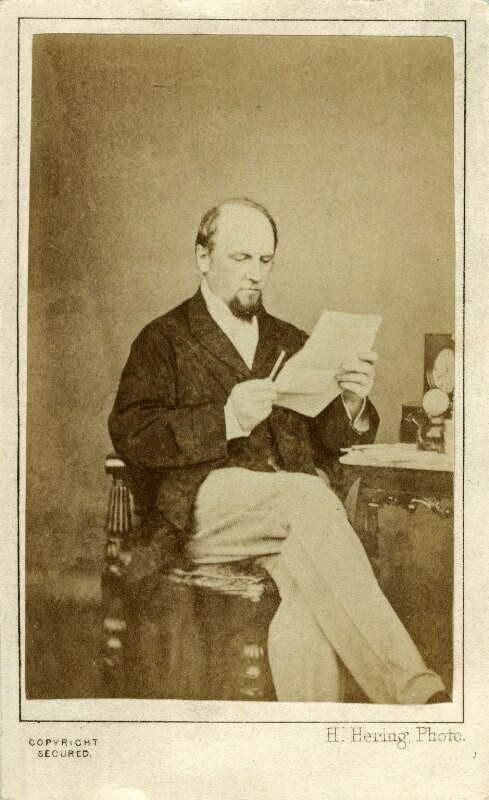
Charles Canning in una fotografia di Henry Hering

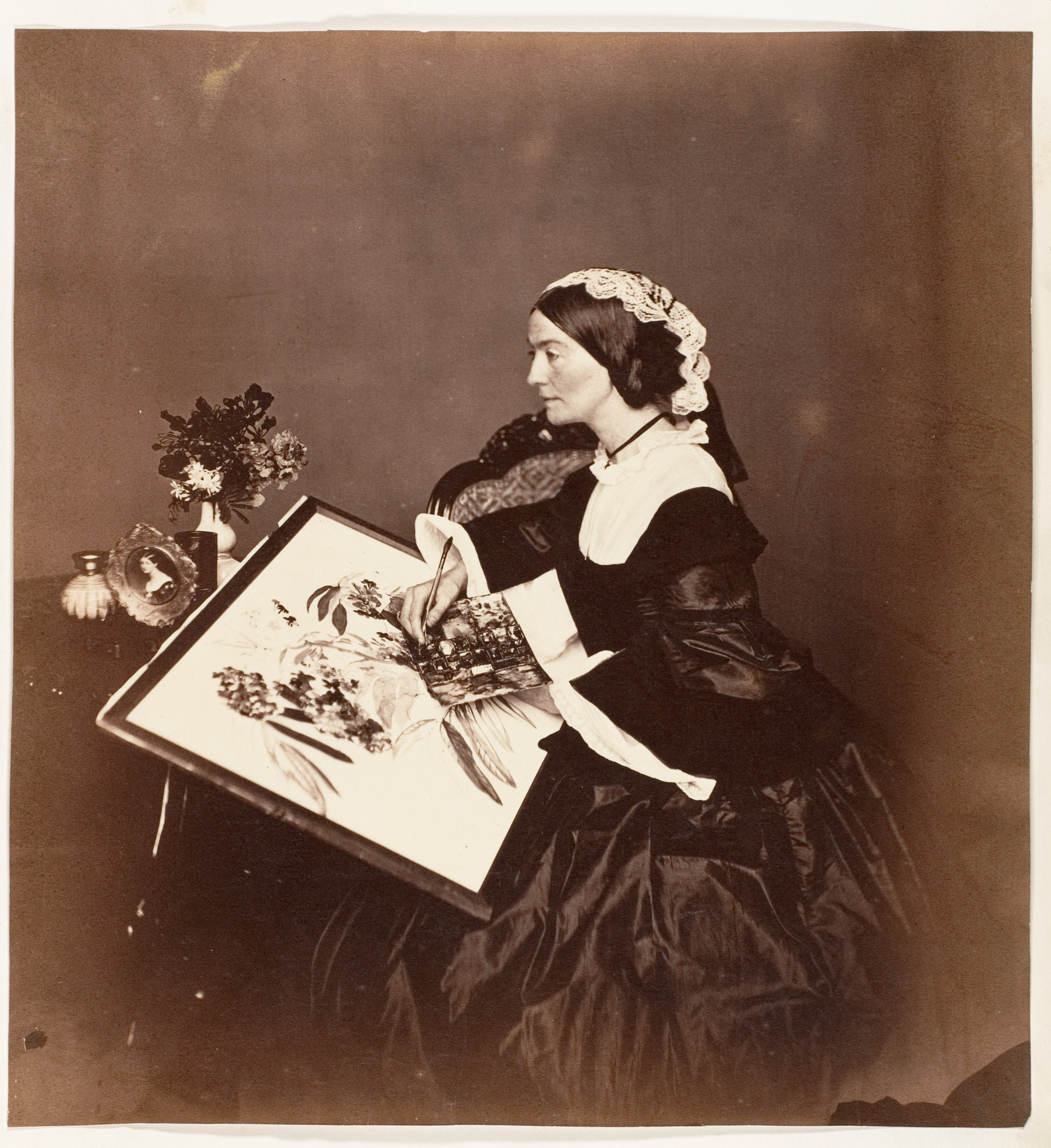
Charlotte Canning mentre dipinge a Calcutta, 1861. Fotografia di Henry Hering

Nell'aprile del 1859, ricevette i complimenti di entrambe le camere del parlamento inglese per il comportamento dimostrato durante la ribellione, ottenne la gran croce dell'Ordine del Bagno e venne elevato alla dignità di conte Canning. Malgrado ciò quelli non furono anni felici per Canning: la sua estrema operosità compromise la sua salute con stati frequenti d'ansia, a cui si aggiunse la morte della moglie; nella speranza che l'aria dell'Inghilterra potesse riportarlo in salute, lasciò l'India raggiungendo la Gran Bretagna nell'aprile del 1862. Morì a Londra il 17 giugno di quello stesso anno Circa un mese prima della sua morte la regina Vittoria lo incluse nel novero dei cavalieri dell'Ordine della Giarrettiera. Morì senza eredi e i suoi titoli nobiliari si estinsero con lui.
Prima della ribellione, Canning e la moglie si erano impegnati in un progetto con l'intento di usare la fotografia per documentare alcuni aspetti della vita del popolo indiano. Questo progetto venne trasformato in uno studio ufficiale condotto dal governo inglese dopo la ribellione, ed ancora oggi rappresenta uno straordinario documento dell'India vista dagli occhi degli inglesi a metà Ottocento. L'opera venne pubblicata in otto volumi dal titolo The People of India tra il 1868 ed il 1875.

## Ascendenza
|                                   |             |                              | Genitori                      |  |  | Nonni |  |  | Bisnonni          |  |  | Trisnonni      |  |
|                                   |             |                              |                               |  |  |       |  |  | Stratford Canning |  |  | George Canning |  |
|                                   |             |                              |                               |  |  |       |  |  | Stratford Canning |  |  | George Canning |  |
|                                   |             | Abigail Stratford            |                               |  |  |       |  |  | Stratford Canning |  |  |                |  |
| George Canning                    |             |                              |                               |  |  |       |  |  | Stratford Canning |  |  |                |  |
|                                   |             | Letitia Newburgh             | Obadiah Newburgh              |  |  |       |  |  |                   |  |  |                |  |
|                                   |             | Letitia Newburgh             | Obadiah Newburgh              |  |  |       |  |  |                   |  |  |                |  |
|                                   |             | Letitia Newburgh             | Mary                          |  |  |       |  |  |                   |  |  |                |  |
| George Canning                    |             | Letitia Newburgh             |                               |  |  |       |  |  |                   |  |  |                |  |
|                                   |             | Jordan Costello              | Charles Costello              |  |  |       |  |  |                   |  |  |                |  |
|                                   |             | Jordan Costello              | Charles Costello              |  |  |       |  |  |                   |  |  |                |  |
|                                   |             | Jordan Costello              | Mary French                   |  |  |       |  |  |                   |  |  |                |  |
| Mary Ann Costello                 |             | Jordan Costello              |                               |  |  |       |  |  |                   |  |  |                |  |
|                                   |             | Mary Guy Dickens             | Melchior Guy Dickens          |  |  |       |  |  |                   |  |  |                |  |
|                                   |             | Mary Guy Dickens             | Melchior Guy Dickens          |  |  |       |  |  |                   |  |  |                |  |
|                                   |             | Mary Guy Dickens             | Mariane Oiseau                |  |  |       |  |  |                   |  |  |                |  |
| Charles Canning, I conte Canning  |             | Mary Guy Dickens             |                               |  |  |       |  |  |                   |  |  |                |  |
|                                   | David Scott | James Scott                  |                               |  |  |       |  |  |                   |  |  |                |  |
|                                   | David Scott | James Scott                  |                               |  |  |       |  |  |                   |  |  |                |  |
|                                   | David Scott | Elisabeth Eleis              |                               |  |  |       |  |  |                   |  |  |                |  |
| David Scott                       | David Scott |                              |                               |  |  |       |  |  |                   |  |  |                |  |
|                                   |             | Nicola Grierson              | John Grierson                 |  |  |       |  |  |                   |  |  |                |  |
|                                   |             | Nicola Grierson              | John Grierson                 |  |  |       |  |  |                   |  |  |                |  |
|                                   |             | Nicola Grierson              | Isobel Boyd                   |  |  |       |  |  |                   |  |  |                |  |
| Joan Scott, I viscontessa Canning |             | Nicola Grierson              |                               |  |  |       |  |  |                   |  |  |                |  |
|                                   |             | Robert Gordon, III baronetto | Ludovick Gordon, II baronetto |  |  |       |  |  |                   |  |  |                |  |
|                                   |             | Robert Gordon, III baronetto | Ludovick Gordon, II baronetto |  |  |       |  |  |                   |  |  |                |  |
|                                   |             | Robert Gordon, III baronetto | Elizabeth Farquhar            |  |  |       |  |  |                   |  |  |                |  |
| Lucy Gordon                       |             | Robert Gordon, III baronetto |                               |  |  |       |  |  |                   |  |  |                |  |
|                                   |             | Elizabeth Dunbar             | William Dunbar                |  |  |       |  |  |                   |  |  |                |  |
|                                   |             | Elizabeth Dunbar             | William Dunbar                |  |  |       |  |  |                   |  |  |                |  |
|                                   |             | Elizabeth Dunbar             | Margaret Sinclair             |  |  |       |  |  |                   |  |  |                |  |
|                                   |             | Elizabeth Dunbar             |                               |  |  |       |  |  |                   |  |  |                |  |